# Schachweltmeisterschaft der Senioren 1993

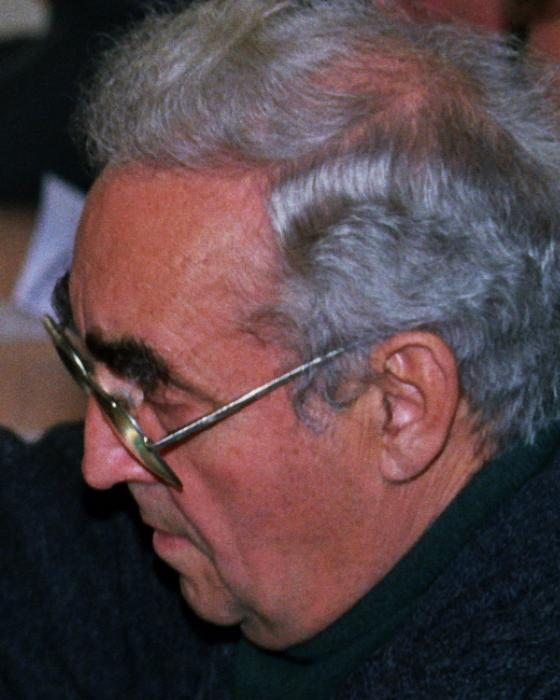
Mark Taimanow, Weltmeister

Die Schachweltmeisterschaft der Senioren 1993 war ein internationales Schachturnier, das vom 7. bis 21. November 1993 im Kurhaus der Stadt Bad Wildbad ausgetragen wurde. Die Seniorenweltmeisterschaft im Schach wurde von der FIDE veranstaltet und wie 1991, 1992, 1995 und 1996 von Reinhold Hoffmann organisiert.
Die offene Weltmeisterschaft gewann Mark Taimanow. Es nahmen 153 Männer und Frauen teil. Die separate Meisterschaft für 23 Frauen gewann Tatjana Satulowskaja.

## Endstand der offenen Seniorenweltmeisterschaft

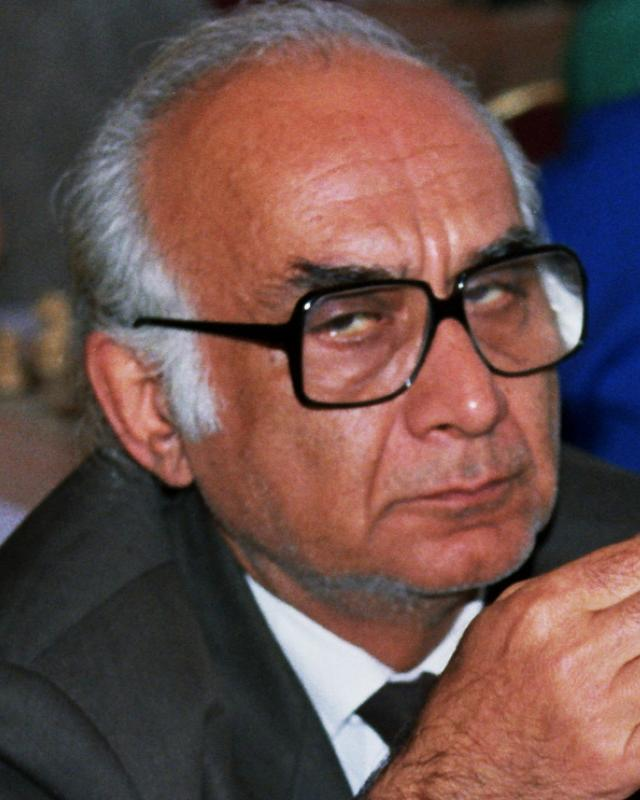
Buchuti Gurgenidse, Zweiter

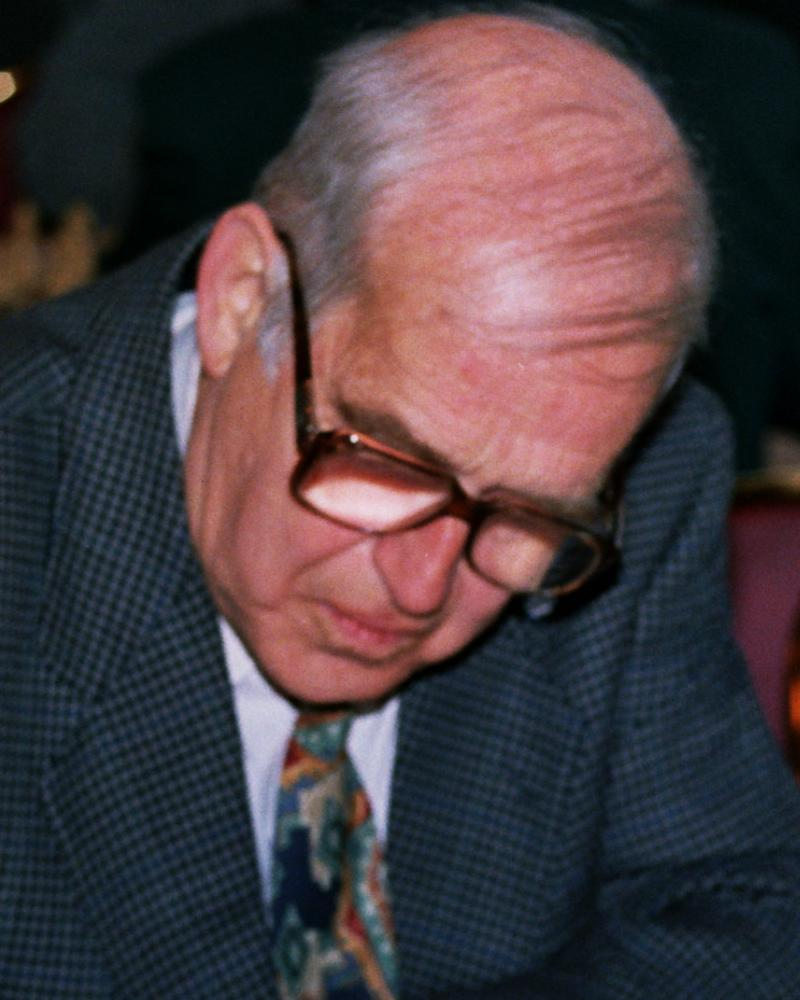
Wolfgang Unzicker, bester Deutscher

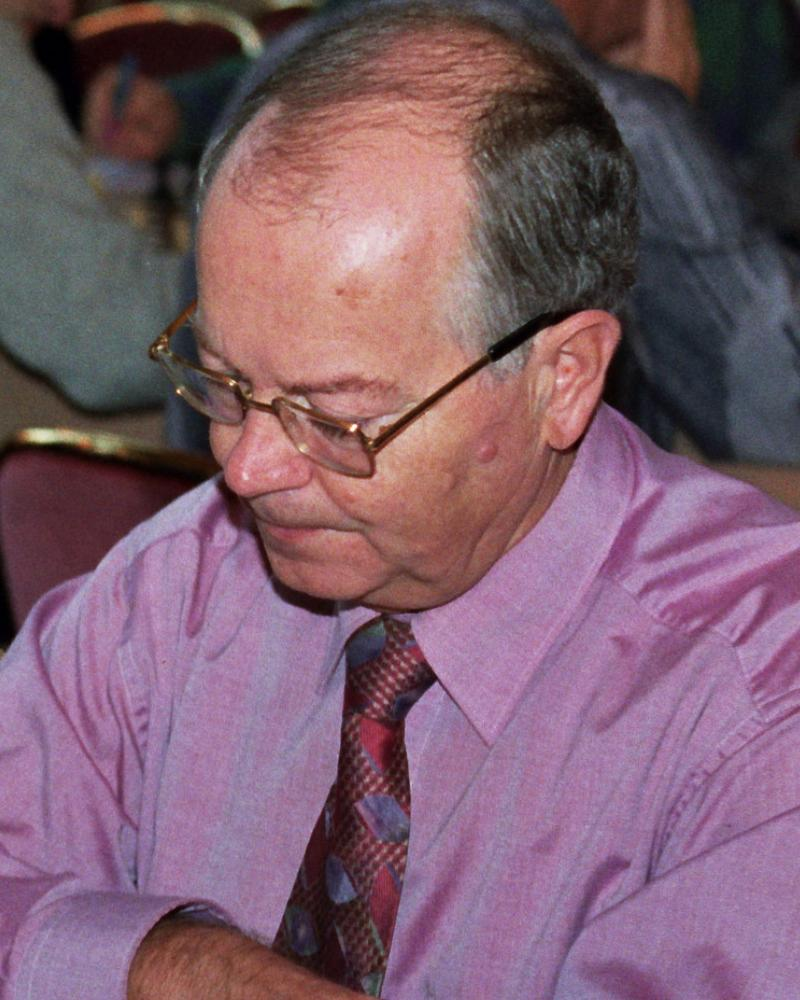
Gottfried Braun aus Leipzig, zweitbester Deutscher

| Rg | Teilnehmer               | TWZ  | Land               | Punkte |
| -- | ------------------------ | ---- | ------------------ | ------ |
| 1  | Taimanow, Mark           | 2500 | Russland           | 8,5    |
| 2  | Gurgenidse, Buchuti      | 2370 | Georgien           | 8,5    |
| 3  | Arkhangelsky, Boris      | 2375 | Russland           | 8,5    |
| 4  | Lein, Anatoli            | 2465 | Vereinigte Staaten | 8,5    |
| 5  | Krogius, Nikolai         | 2465 | Russland           | 8,5    |
| 6  | Chassin, Abram           | 2390 | Russland           | 8,0    |
| 7  | Vasiukov, Evgeni         | 2495 | Russland           | 8,0    |
| 8  | Honfi, Karoly            | 2365 | Ungarn             | 8,0    |
| 9  | Vatnikov, Josif          | 2425 | Russland           | 7,5    |
| 10 | Onat, Ilhan              | 2350 | Türkei             | 7,5    |
| 11 | Semachev, Kim            | 2191 | Lettland           | 7,5    |
| 12 | Bodisko, Alexandre       |      | Russland           | 7,5    |
| 13 | Suetin, Alexei           | 2380 | Russland           | 7,0    |
| 14 | Usachyi, Mark            | 2305 | Ukraine            | 7,0    |
| 15 | Unzicker, Wolfgang       | 2450 | Deutschland        | 7,0    |
| 16 | Braun, Gottfried         | 2335 | Deutschland        | 7,0    |
| 17 | From, Sigfred            | 2285 | Dänemark           | 7,0    |
| 18 | Hoffmann, Hans           | 2250 | Deutschland        | 7,0    |
| 19 | Sarapu, Ortvin           | 2295 | Neuseeland         | 7,0    |
| 20 | Stoliar, Efim            | 2385 | Russland           | 7,0    |
| 21 | Pantaleev, Dimitar       | 2250 | Bulgarien          | 7,0    |
| 22 | Jahr, Ulrich             | 2190 | Deutschland        | 7,0    |
| 23 | Bernhoeft, Erhard        | 2073 | Deutschland        | 7,0    |
| 24 | Rost van Tonningen, Otto | 2012 | Niederlande        | 7,0    |
| 25 | Darski, Anatol           |      | Moldau             | 7,0    |
| 26 | Oud, Nicolas             | 2042 | Niederlande        | 7,0    |
| 27 | Lundquist, Rolf          | 2280 | Schweden           | 7,0    |
| 28 | Ahlberg, Guenter         | 2275 | Deutschland        | 7,0    |

## Endstand der Weltmeisterschaft der Seniorinnen
| Rg | Teilnehmer            | TWZ  | Land               | Punkte |
| -- | --------------------- | ---- | ------------------ | ------ |
| 1  | Satulowskaja, Tatjana | 2160 | Russland           | 10,0   |
| 2  | Ritova, Merike        | 2095 | Estland            | 8,5    |
| 3  | Donnelly, Ruth        | 2030 | Vereinigte Staaten | 8,0    |
| 4  | Karakas, Éva          | 2125 | Ungarn             | 7,0    |
| 5  | Schneider, Miloca     | 1714 | Deutschland        | 7,0    |